# NGC 6832
NGC 6832 في الفهرس العام الجديد، هي مجرة، تقع في كوكبة الدجاجة (كوكبة). اكتشفت في 11 أغسطس 1831 بواسطة جون هيرشل.

## روابط خارجية
- NGC 6832 على موقع ويكي سكاي: DSS2, SDSS, GALEX, IRAS, Hydrogen α, X-Ray, Astrophoto, Sky Map, Articles and images